# Ambia yamanakai
Ambia yamanakai là một loài bướm đêm trong họ Crambidae.